# Angelo Epaminonda
Angelo Epaminonda, detto il Tebano (Catania, 28 aprile 1945 – Roma, 19 aprile 2016), è stato un mafioso e collaboratore di giustizia italiano, attivo nel corso degli anni settanta e ottanta, soprattutto nella città di Milano, capo della costola meneghina del Clan dei Cursoti.

## Biografia

### Inizi
Nato a Catania il 28 aprile del 1945, ancora bambino si trasferisce con la famiglia a Cesano Maderno, in Brianza, dove il padre, di professione scalpellino, tenta di sfuggire ai numerosi debiti di gioco accumulati. Minorenne, mette incinta una ragazza di origine veneta e, pertanto, si trova costretto a sposarla. Cambia spesso lavoro perché non riesce ad accettare le gerarchie e con lo stipendio da dipendente non può mantenere i suoi crescenti vizi: le donne, le carte e la cocaina. In seguito, il suo secondo figlio muore di polmonite a pochi mesi di vita. Il rapporto con la moglie si deteriora sempre di più, per i suoi tradimenti, le sue lunghe assenze da casa e la scarsa voglia di lavorare e condurre una vita familiare.

### L'ascesa al crimine
Inizia a frequentare alcuni locali e night del centro di Milano, frequentati allo stesso tempo dalla Milano Bene e dalla Mala. Inizia a compiere piccole truffe e alcune rapine in banca finché entra nel giro del potente boss della Milano dell'epoca, Francis Turatello, allora re indiscusso delle bische clandestine, che gli affida la gestione di alcune di esse e lo introduce ai vertici della malavita locale. L'esordio in affari fu segnato dall'apertura della bisca di via Cellini, che Epaminonda gestiva insieme con il clan catanese dei fratelli Mirabella, detti "Cipudda" ("cipolla" in siciliano), destinati a diventare i suoi più accesi rivali.
Tra gli anni settanta e ottanta a Milano si contavano in media 150 omicidi all'anno. Proprio in quel sanguinoso contesto Epaminonda era alla testa di un gruppo di fuoco composto da malviventi catanesi (i fratelli Jimmy e Nuccio Miano, Salvatore Paladino, Angelo Fazio detto “il Pazzo”, Demetrio Latella, Illuminato Asero e altri) definiti gli "Indiani" e prese il posto di Turatello (finito nel frattempo in carcere), divenendo il nuovo referente lombardo della mafia catanese. Per lanciare un segnale al suo vecchio capo, Epaminonda fece uccidere l'avvocato Francesco Calafiori, storico difensore di Turatello, e intraprese una sanguinosa guerra contro i Mirabella per raccogliere l'eredità del boss: nell'inverno 1979 avvenne la celebre strage di Via Moncucco, al ristorante "La Strega", in cui finirono uccisi il boss pugliese Antonio Prudente (legato a Turatello) e altre sette persone presenti nel locale e il 23 novembre 1980 gli "Indiani" spararono con pistole e mitra contro un bar in piazzale Cuoco frequentato dai picciotti del clan Mirabella, che inseguirono per alcuni chilometri gli assalitori, sparando all'impazzata nel traffico della città. Il 18 novembre 1981 gli "Indiani", per vendicare una rapina subita a una loro bisca, si resero responsabili della strage di via delle Rose, nel quartiere Lorenteggio, uccidendo a colpi di mitra tre spacciatori di eroina e un ignaro benzinaio che si trovava lì per caso.
Arrestato la prima volta nel 1980 per il sequestro dell'industriale Carlo Lavezzani (avvenuto nel 1978), ma assolto per insufficienza di prove, Epaminonda si diede alla latitanza perché le sue bische vennero smantellate dalle retate sempre più frequenti della polizia: per reggere la situazione, si buttò nel più lucroso commercio di cocaina in società con il camorrista Nunzio Guida, arrivando a venderne 25-30 chili ogni mese, e decise di estendere il suo controllo sulle redditizie bische della Riviera romagnola, tra Imola e Riccione. Le prende tutte, sottomette i gestori e ne uccide due: il primo perché non voleva sottostare alle regole imposte, e l'altro per dare una dimostrazione ad un altro gruppo di mafiosi. Si chiamavano Calogero Lombardo e Arcangelo Romano, uccisi nel 1983 e nel 1984, uno a San Giuliano Mare (sui gradini del Blue Bar), l'altro a Igea Marina (dove fu prelevato con un inganno da un bar di Igea e ucciso e seppellito vicino ad un fiume e un ponte in località Faetano).

### L'arresto e il pentimento
Il 28 settembre 1984 la Polizia di Torino arrestò il catanese Salvatore Parisi, importante membro della banda Epaminonda, mentre stava compiendo un omicidio; Parisi decise subito di collaborare con la giustizia e rivelò l'ubicazione del nascondiglio milanese di Epaminonda: gli uomini del capo della Squadra Mobile Pietro Sassi riuscirono ad entrare nell'appartamento senza esplodere un colpo di pistola, pronunciando soltanto una parola d'ordine in dialetto catanese che Parisi aveva suggerito. Ai poliziotti che lo arrestarono Epaminonda fece i complimenti perché erano riusciti a scoprire la sua parola d'ordine e a pronunciarla correttamente in dialetto. Nel covo, i poliziotti trovarono nascosti dieci chili di cocaina.
Dopo l'arresto, Epaminonda divenne il primo pentito di mafia a Milano. Decise infatti di confessare al magistrato milanese Francesco Di Maggio di aver ordinato o di essere stato complice di diciassette omicidi, ricostruendone un totale di quarantaquattro. Ammise d'aver gestito imponenti traffici di cocaina, in aggiunta al controllo del gioco d'azzardo e di alcuni casinò, ma sostenne di non aver mai fatto vendere un solo grammo di eroina. Le sue rivelazioni consentirono ai magistrati milanesi di emettere 179 mandati di cattura, eseguiti nel corso di un maxi-blitz portato a termine dalla polizia il 19 febbraio 1985; fra i destinatari "eccellenti" degli ordini di cattura, vi furono Giorgio Borletti, due magistrati e quattro poliziotti, accusati da Epaminonda di essere nel suo libro-paga.
Il processo alla banda Epaminonda (il cosiddetto "clan dei catanesi"), che fu il primo maxiprocesso a Milano, si aprì il 23 febbraio 1987 e venne celebrato nell'aula-bunker adiacente al carcere di San Vittore a causa dell'alto numero degli imputati (193 poi ridotti a 122): i capi d'imputazione comprendevano i reati di associazione a delinquere, associazione mafiosa, omicidio, rapina, corruzione, estorsione, gioco d'azzardo e traffico di stupefacenti. Il 10 giugno 1987 l'aula-bunker di San Vittore fu addirittura teatro di una sparatoria: uno degli imputati, Nuccio Miano, sparò contro i suoi co-imputati Antonino Faro e Antonino Marano (i cosiddetti "boia delle carceri"), ma riuscì a ferire soltanto due carabinieri intervenuti nella colluttazione. L'8 febbraio 1988 il processo si concluse con ottantasei condanne (di cui cinquanta all'ergastolo) e quattordici assoluzioni; i giudici, pur certificando il suo importante contributo alle inchieste antimafia, inflissero a Epaminonda trent'anni di carcere, confermati sia in appello che in Cassazione. Una condanna che Epaminonda scontò quasi totalmente fuori dal carcere grazie alla normativa sui pentiti.
Nel 1985 Epaminonda venne accusato da un altro collaboratore di giustizia, Salvatore Maltese, di essere il mandante del brutale omicidio di Francis Turatello, massacrato in carcere il 17 agosto del 1981, ma negò sempre con sdegno questa accusa ed infatti venne assolto dalla Corte d'assise di Nuoro.

### Ultimi anni e morte
Nel 2007 Epaminonda è tornato in libertà, cambiando per ragioni di sicurezza i propri dati anagrafici. Si è allora trasferito in una località segreta assieme alla sua famiglia. È morto nell'aprile 2016 all'età di 71 anni, ma la notizia è trapelata solo nel dicembre successivo.

### Curiosità
Nel suo libro autobiografico Io, il Tebano, scritto nel 1991 insieme ai giornalisti Antonio Carlucci e Gian Paolo Rossetti, Epaminonda racconta del rapporto con alcuni personaggi dello spettacolo ai quali vendeva cocaina, come Walter Chiari e Franco Califano. Racconta inoltre di quando fu visitato e operato dall'oncologo Umberto Veronesi e quando Turatello offrì rifugio al latitante sardo Graziano Mesina, che partecipò con lui ad una rapina.

## Nella cultura di massa
- Al libro autobiografico Io, il Tebano è liberamente ispirato il film Altri uomini (1997), diretto da Claudio Bonivento e interpretato da Claudio Amendola, pellicola in cui i nomi dei personaggi reali sono stati cambiati per esigenze narrative.

- La vicenda di Epaminonda è raccontata nel docu-drama La mala. Banditi a Milano (2022), prodotto da Sky Documentaries.